# Soteriologi
Soteriologi af græsk soteria "frelse" + logi "læren om".

## Som religiøs og sekulær praksis
Soteriologier, lære om frelse, står centralt i de fleste religioner. 

Som en række ideer om hvordan verden og mennesker kan udfries fra de aktuelle eksistensbetingelser til en form for idealtilstand. 

Som en række ritualiserede praksisformer, som giver mennesket praktiske øvelser og redskaber til at opnå et bedre liv, eventuelt i andre dimensioner. 

## Som "frelsens" hvorfra, hvortil og hvorledes
Soteriologi betegner de forestillinger, en bestemt religiøs gruppe gør sig om frelsen:  hvorfra, hvortil og hvorledes?
Frelsens hvorfra refererer til den aktuelle, negativt bestemte situation, som den pågældende gruppe oplever som udtryk for gudsforladthed eller som udtryk for det/den ondes herredømme.
Frelsens hvortil henviser til den (eskatologiske) ophævelse af denne negative tilstand og til oprettelsen af at utopisk samfund, et messiansk rige, en fornyet jord, et Paradis eller en himmel, det vil sige et sted hvor guddommelig vilje og dermed per definition retfærdighed hersker uindskrænket (jævnfør 2 Pet 3, 13).
Andet Petersbrev 3, 13: "... Men efter hans løfte venter vi nye himle og en ny jord, hvor retfærdighed bor. ..."
Frelsens hvorledes betegner den eller de måder, hvorpå den første tilstand overvindes og erstattes med den sidste. Der refereres til guddommelige indgreb, især i form af sendelse af en fra himmelen udgået åbenbarer- og/eller frelserskikkelse og i form af en guddommeligt udvirket fjernelse af de gudfjendtlige magter. (Bilde, kapitel 8)